# EgyptAir Cargo
EgyptAir Cargo Company, operada como EgyptAir Cargo es la división de carga de la aerolínea egipcia EgyptAir. Su base de operaciones principal es el Aeropuerto Internacional de El Cairo.
En 2008 la aerolínea introdujo una librea con las letras EgyptAir Cargo en mayor tamaño.

## Historia
EgyptAir Holding Company fue creada en 2004 con siete filiales, siendo una de las cuales EgyptAir Cargo.

## Destinos
En enero de 2011, EgyptAir Cargo opera vuelos a:

### Bélgica
- Ostend - Aeropuerto Internacional de Ostende-Brujas

### Egipto
- Cairo - Aeropuerto Internacional de El Cairo Hub

### Alemania
- Colonia - Aeropuerto de Colonia/Bonn

### Italia
- Milan - Malpensa Airport

### Kenia
- Eldoret - Aeropuerto Internacional de Eldoret

### Emiratos Árabes Unidos
- Aeropuerto Internacional de Sharjah

## Flota

### Flota Actual
La flota de EgyptAir Cargo consiste en los siguientes aviones, con una edad media de 16.6 años (en junio de 2021):

En junio de 2007, Haussin El-Refaie sostuvo “Debemos añadir un avión de largo radio y otro, más pequeño para la carga urgente. Lo comenzaremos a estudiar este año. Necesitamos ampliar nuestra flota.”